# Özge Özpirinçci
Özge Özpirinçci (Estambul, 1 de abril de 1986) es una actriz turca.

## Biografía
Estudió Administración de Empresas en la Universidad Sabancı de Estambul. En 2008 empezó a asistir a audiciones para comerciales y fue elegida como rostro para una marca de brownies, gracias a esto se convirtió en un rostro reconocido en todo el país. Luego de su aparición en ese comercial, comenzó una carrera en el mundo de la actuación. En 2017 actuó como Bahar Çeşmeli en la telenovela turca Kadın (traducido como Mujer o Fuerza de Mujer, 2017-2020) gracias a la cual logró un gran éxito y repercusión a nivel nacional e internacional.

## Filmografía

### Televisión
| Año             | Título                              | Personaje                 |  |
| --------------- | ----------------------------------- | ------------------------- |  |
| 2008            | Cesaretin var mi aska               | Ebru                      |  |
| 2008-2009       | Kavak Yelleri                       | Ada                       |  |
| 2009            | Melekler korusun                    | İpek Taşkır Üstünkaya     |  |
| 2010            | Deli sarayli                        | Dilruba                   |  |
| 2011-2012       | Al Yazmalim                         | Asiye Has                 |  |
| 2012            | Agir Roman Yeni Dünya               | Zehir Ahu                 |  |
| 2013            | Aramizda Kalsin                     | Görkem                    |  |
| 2013            | Tatar Ramazan: Ben Bu Oyunu Bozarim | Alin Terziyan             |  |
| 2015-2016       | Ask Yeniden                         | Zeynep Taskin Sekercizade |  |
| 2017            | Fi                                  | Sila                      |  |
| 2017-2020       | Kadın                               | Bahar Çeşmeli             |  |
| 2021-actualidad | Bir Denizaltı Hikayesi              | Defne                     |  |
| 2021            | İlk ve Son                          | Deniz                     |  |
| 2022            | Şimdiki Aklım Olsaydı               |                           |  |
| 2023            | Sandik kokusu                       | Karsu                     |  |

### Cine
| Año  | Título                                            | Personaje       | Nota(s)        |
| ---- | ------------------------------------------------- | --------------- | -------------- |
| 2010 | Veda                                              | Fikriye Hanim   |                |
| 2011 | Anadolu Kartallari                                | Ayse Dinçer     |                |
| 2012 | Paddle Pop Adventures 2: Journey Into the Kingdom | Leena           | voz de doblaje |
| 2012 | Petualangan Singa Pemberani                       | Leena           | voz de doblaje |
| 2012 | Kayıp                                             |                 | Cortometraje   |
| 2014 | Karisik Kaset                                     | İrem            |                |
| 2017 | Aci Tatli Eksi                                    | Duygu           |                |
| 2020 | Biz Böyleyiz                                      | Efsun           |                |
| 2020 | Karakomik Filmler: Emanet                         | Deniz / Bahriye |                |